# Guillermo Ochoa
Francisco Guillermo Ochoa Magaña (n. 13 iulie 1985, Guadalajara, Jalisco, Mexic) este un fotbalist mexican liber de contract care evoluează pe postul de portar.

## Palmares

### Club
América
- Primera División de México (1): 2005 (Clausura)
- Campeón de Campeones (1): 2005
- CONCACAF Champions Cup (1): 2006
- InterLiga (1): 2008

### Internațional
Mexic
- CONCACAF Gold Cup (2): 2009, 2011

### Individual
- CONCACAF Gold Cup - Echipa Turneului (1): 2009
- Cel mai bun portar mexican în deceniul 2000–2010 — numit de către International Federation of Football History and Statistics
- Club Player of the Year (2): 2011–12, 2012–13